# アクリジンオレンジ
アクリジンオレンジ (Acridine orange) は、細胞周期の決定に有用なカチオン特性を備えた核酸選択的蛍光色素として機能する有機化合物である。アクリジンオレンジは細胞浸透性であるため、インターカレーションによって DNA と相互作用するか、静電引力を介してRNAと相互作用をする。DNAに結合すると、アクリジンオレンジはフルオレセインとして知られる有機化合物とスペクトル的に非常に似ている。アクリジンオレンジとフルオレセインは、502nm と525nm (緑) で最大励起を示す。アクリジンオレンジがRNAと結合すると、蛍光色素は525 nm（緑）から460 nm (青) への最大励起シフトをする。最大励起のシフトにより、650nm (赤) の最大発光も生成される。アクリジンオレンジは低 pH環境に耐えることが可能で、リソソームやアポトーシス細胞の食作用の生成物の生成に不可欠な膜結合細胞小器官であるファゴリソソームなどの酸性オルガネラに蛍光色素を浸透させることができる。アクリジンオレンジは、落射蛍光顕微鏡およびフローサイトメトリーで使用される。酸性オルガネラの細胞膜に浸透する能力とアクリジンオレンジのカチオン特性により、色素はさまざまな種類の細胞 (つまり、細菌細胞と白血球) を区別することができる。最大励起波長と発光波長のシフトは、細胞が染色される波長を予測するための基礎を提供する。  

## 光学的性質
環境の pHが 3.5の場合、アクリジンオレンジは青色光 (460nm) によって励起される。 アクリジンオレンジが青色光で励起されると、蛍光色素はヒト細胞を緑色に、原核細胞をオレンジ (600nm) に区別して染色できるため、蛍光顕微鏡で迅速に検出できる。アクリジンオレンジの異なる染色能力は、1000倍の倍率で操作するグラム染色と比較して、400倍の低倍率で標本塗抹標本の迅速なスキャンを提供する。細胞の分化は、着色された微生物を簡単に検出できるようにする暗い背景によって強調される。シャープなコントラストによって、サンプルに存在する微生物の数が数えられるようになる。アクリジンオレンジが DNA に結合すると、色素は 502nmで最大励起を示し、525nmの最大発光を生成する。RNA に結合すると、アクリジンオレンジは 650nmの最大発光値と460nmの最大励起値を示す。アクリジンオレンジが RNA に結合したときに発生する最大の励起および発光値は、静電相互作用と、RNA および DNA 内に存在するアクリジン分子と核酸-塩基対の間のインターカレーションの結果である。

## 調製
アクリジンオレンジは、1,3-ジアミノベンゼン と適切なベンズアルデヒドとの縮合によって調製される。 アクリジンオレンジは、ジメチルアミノベンズアルデヒドと N,N-ジメチル-1,3-ジアミノベンゼンから合成される。また、3,6-アクリジンジアミンのエシュバイラー・クラーク反応によっても調製できる。

## 歴史
アクリジンオレンジは、19世紀後半にドイツで石炭を乾留してアクリジンを単離した Carl Grabeと Heinrich Caroによって最初に発見された有機分子アクリジンに由来する。アクリジンは、薬剤耐性菌やさまざまな環境での細菌の分離に役立つ抗菌因子を持つ。20世紀半ばにはアクリジンオレンジは、土壌に含まれる微生物の含有量と水生細菌の直接的な数を調べるために使用された。さらに、アクリジンオレンジ直接計数法 (acridine orange direct count = AODC) は、埋め立て地で見つかった細菌の数え上げに役立つことが証明された。アクリジンオレンジを使用した直接落射蛍光フィルター技術 (direct epifluorescent filter technique = DEFT）は、食品および水中の微生物含有量を調べるために知られている方法である。臨床応用におけるアクリジンオレンジの使用は、主に血液培養における細菌の強調表示に焦点を合わせて広く受け入れられるようになった。血液培養陽性 (菌に感染していること) を検出するためにアクリジンオレンジ染色を機械的継代培養と比較した過去および現在の研究は、アクリジンオレンジが脳脊髄液およびその他の 臨床および非臨床材料中の 微生物を検出するためのグラム染色よりも感度が高いように見える単純で安価な迅速な染色手順であることを示した
。

## 応用
アクリジンオレンジは、落射蛍光顕微鏡法や精子クロマチン品質の評価など、さまざまな分野で広く受け入れられ、使用されている。アクリジンオレンジは、通常は無菌の検体の迅速なスクリーニングに役立つ。アクリジンオレンジをフローサイトメトリーで使用する場合、示差染色 (Differential staining)を使用して、個々の細胞の DNA 変性および DNA 対 RNA の細胞含有量を測定したり、不妊精子細胞の DNA 損傷を検出したりする。アクリジンオレンジは、臨床および非臨床材料から調製された塗抹標本中の微生物の蛍光顕微鏡検出の使用に推奨される。アクリジンオレンジ染色は、細菌細胞がオレンジ色に染色し、組織成分が黄色または緑色に染色することを可能にする示差染色を得るために、酸性の pH で実行する必要がある。
アクリジンオレンジは、生細胞内の酸性液胞 (リソソーム、エンドソーム、オートファゴソーム) 、RNA、および DNA の染色にも使用される。この方法は、リソソームの空胞化、オートファジー、およびアポトーシスを研究するための安価で簡単な方法である。アクリジンオレンジの発光色は、生細胞の酸性液胞で pH が低下すると、黄色からオレンジ色、赤色へと変化する。イオン強度と濃度の特定の条件下では、アクリジンオレンジはスタッキング相互作用によって RNA に結合すると赤色の蛍光を発し、インターカレーションによって DNA に結合すると緑色の蛍光を発する。アクリジンオレンジの濃度によっては、核は未処理の細胞では黄緑色の蛍光を発し、クロロキンなどの化合物によって RNA 合成が阻害されると緑色の蛍光を発することがある。アクリジンオレンジは、臭化エチジウムまたはヨウ化プロピジウムと組み合わせて使用して、生細胞、アポトーシス細胞、壊死細胞を区別することができる。さらに、アクリジンオレンジを血液サンプルに使用すると、細菌の DNA が蛍光を発し、髄膜炎などの細菌感染症の臨床診断に役立つ。